# Championnats d'Europe d'aviron 1927
Navigation
Édition précédente Édition suivante
Les championnats d'Europe d'aviron 1927, vingt-neuvième édition des championnats d'Europe d'aviron, ont lieu en 1927 à Côme, en Italie.